# Willem Viljoen
Willem Abraham Viljoen (* 5. März 1985 in Bloemfontein, auch Wiaan Viljoen) ist ein ehemaliger südafrikanischer Badmintonspieler. Annari Viljoen ist seine Schwester.

## Karriere
Willem Viljoen gewann 2006 die South Africa International und die Mauritius International. Im gleichen Jahr erkämpfte er sich Silber und Bronze bei der Afrikameisterschaft. 2007, 2008 und 2009 siegte er erneut bei den South Africa International, im letztgenannten Jahr auch noch einmal bei den Mauritius International.

## Sportliche Erfolge
| Saison | Veranstaltung                 | Disziplin    | Platz | Name                                    |
| ------ | ----------------------------- | ------------ | ----- | --------------------------------------- |
| 2006   | South Africa International    | Herrendoppel | 1     | Dorian James / Willem Viljoen           |
| 2006   | Mauritius International       | Herrendoppel | 1     | Dorian James / Willem Viljoen           |
| 2006   | Afrikameisterschaft           | Herrendoppel | 2     | Willem Viljoen / Dorian James           |
| 2006   | Afrikameisterschaft           | Herreneinzel | 3     | Willem Viljoen                          |
| 2007   | South Africa International    | Herrendoppel | 1     | Dorian James / Willem Viljoen           |
| 2007   | Mauritius International       | Herrendoppel | 3     | Enrico James / Willem Viljoen           |
| 2007   | Mauritius International       | Mixed        | 3     | Willem Viljoen / Chantal Botts          |
| 2007   | Südafrikanische Meisterschaft | Herreneinzel | 1     | Willem Viljoen                          |
| 2008   | South Africa International    | Herrendoppel | 1     | Dorian James / Willem Viljoen           |
| 2009   | South Africa International    | Herrendoppel | 1     | Dorian James / Willem Viljoen           |
| 2009   | Mauritius International       | Herrendoppel | 1     | Dorian James / Willem Viljoen           |
| 2009   | Südafrikanische Meisterschaft | Herrendoppel | 1     | Dorian James / Willem Viljoen           |
| 2010   | Kenya International           | Herrendoppel | 1     | Dorian James / Willem Viljoen           |
| 2010   | Uganda International          | Herrendoppel | 1     | Dorian James / Willem Viljoen           |
| 2010   | Afrikameisterschaft           | Mixed        | 3     | Willem Viljoen / / Jade Morgan          |
| 2010   | Afrikameisterschaft           | Herrendoppel | 3     | Dorian James / Willem Viljoen           |
| 2011   | Afrikameisterschaft           | Herrendoppel | 1     | Dorian James / Willem Viljoen           |
| 2011   | Südafrikanische Meisterschaft | Herreneinzel | 1     | Willem Viljoen                          |
| 2012   | South Africa International    | Herreneinzel | 2     | Willem Viljoen                          |
| 2012   | South Africa International    | Herrendoppel | 1     | Andries Malan / Willem Viljoen          |
| 2012   | South Africa International    | Mixed        | 1     | Willem Viljoen / Annari Viljoen         |
| 2014   | Badminton-Afrikameisterschaft | Herrendoppel | 1     | Andries Malan / Willem Viljoen          |
| 2014   | Badminton-Afrikameisterschaft | Mixed        | 1     | Willem Viljoen / Michelle Butler-Emmett |
| 2014   | Botswana International        | Herrendoppel | 1     | Andries Malan / Willem Viljoen          |
| 2014   | Botswana International        | Mixed        | 1     | Willem Viljoen / Annari Viljoen         |